# Another Day (альбом Lene Marlin)
Another Day — второй альбом норвежской поп-певицы Лене Марлин, вышедший 24 сентября 2003 года.

## Список композиций
1. «Another Day»
2. «Faces»
3. «You Weren’t There»
4. «From This Day»
5. «Sorry»
6. «My Love»
7. «Whatever It Takes»
8. «Fight Against The Hours»
9. «Disguise (Incognito)»
10. «Story»

## Синглы
1. «You Weren’t There»
You Weren’t There — первый сингл Марлин с альбома Another Day, вышедший в свет 22 сентября 2003 года. Сингл был наиболее популярен в Италии и Норвегии, где он достиг высших ступеней национальных чартов.
2. «Another Day»
Another Day — второй сингл с одноимённого альбома Лене Марлин. В отличие от первого сингла Another Day был менее успешным. В чартах Италии сингл смог подняться до пятого места, в чартах Норвегии — лишь до восьмого.
3. «Sorry»
Sorry — третий сингл с альбома Лене Марлин Another Day.

## Прочие факты
Песня "Faces" использовалась в телевизионной рекламе сока "Я".